# Lysiteles kunmingensis
Lysiteles kunmingensis là một loài nhện trong họ Thomisidae.
Loài này thuộc chi Lysiteles. Lysiteles kunmingensis được miêu tả năm 1994 bởi Da-xiang Song & Zhao.